# Valeriu Tița
Valeriu Tiță (né le 22 avril 1966 à Turnu Severin) est un ancien footballeur roumain devenu entraîneur.

## Palmarès

### En tant que joueur
| Olympique de Casablanca - Championnat du Maroc - Vainqueur : 1994 - Vice-champion : 1995 - Coupe du Maroc - Vainqueur : 1993 - Coupe arabe des vainqueurs de coupe - Vainqueur : 1993 et 1994 |  | Raja Club Athletic - Championnat du Maroc - Vainqueur : 1996 - Coupe du Maroc - Vainqueur : 1996 - Ligue des champions arabes - Finaliste : 1996 |

### En tant qu'entraîneur
| Al Ittihad Alep - Coupe de l'AFC - Vainqueur : 2010 | Safa Beyrouth - Supercoupe du Liban - Vainqueur : 2013 - Championnat du Liban - Vice-champion : 2014 | Nejmeh Beyrouth - Coupe du Liban - Vainqueur : 2016 - Supercoupe du Liban - Vainqueur : 2016 |